# Helen Morse
Helen Morse, född 24 januari 1947 i Harrow on the Hill i London, är en australisk skådespelare. Hon är mest känd för huvudrollen i den internationellt framgångsrika australiska TV-serien Fem svarta höns från 1981, och för rollen som  fransklärarinnan Dianne de Poitiers i Peter Weirs film Utflykt i det okända 1975. 
Helen Morse föddes i London men flyttade som treåring med sin familj till Australien. Hon anses vara en av Australiens främsta kvinnliga skådespelare och har medverkat i en lång rad uppmärksammade teaterproduktioner, TV-serier och filmer, huvudsakligen i Australien.